# Театральная 17
Творческий коллектив «Театральная 17» — творческий театральный коллектив, основанный в Воронеже в 2011 году Александром Новиковым и фондом Константина Хабенского.
Студия была открыта в октябре 2011 года в рамках проекта Студий творческого развития детей Благотворительного Фонда Константина Хабенского на базе Воронежского концертного зала.
С 1 октября 2017 года студия переименована в Творческий коллектив «Театральная 17» и является одним из подразделений Воронежского концертного зала..
«Театральная 17» является лауреатом множества международных конкурсов. Такие спектакли, как «Ювенильное море», «Небо над небом», «Белый лист» и др., были особо высоко оценены на театральных фестивалях по всему миру, таких как: международный платоновский фестиваль искусств, «ТЕАТР ФЕСТ» (г. Бургас, Болгария), театральный фестиваль «Маршак» и другие.

## Постановки
- «Ювенильное море», по А. Платонову
- «Пер Гюнт», Г. Ибсен
- «Небо над Небом»
- «Новый год в Июне», по Д. Хармсу
- «Бежин луг», И. Тургенев
- «Белый лист»
- Ежик в Зазеркалье
- Беверли

.